# The First Purge
The First Purge är en amerikansk skräckfilm från 2018 i regi av Gerard McMurray, från ett manus skrivet av James DeMonaco. Detta är den fjärde filmen i The Purge-serien, efter dess föregångare The Purge, The Purge: Anarchy, och The Purge: Election Year. Huvudrollerna i filmen spelas av Y'lan Noel, Lex Scott Davis, Joivan Wade, och Steve Harris.
Filmen hade biopremiär i USA den 4 juli 2018, för att sedan ha svensk biopremiär den 6 juli 2018 (två dagar efter en amerikanska premiären). Den ansvariga utgivaren för filmen är Universal Studios.

## Rollista (i urval)
- Y'lan Noel – Dmitri Cimber
- Lex Scott Davis – Nya Charms
- Joivan Wade – Isaiah Charms
- Patch Darragh – Arlo Sabian
- Marisa Tomei – Dr. May Updale
- Luna Lauren Vélez – Luisa
- Rotimi Paul – Skeletor
- Mo McRae – 7 & 7
- Siya – Blaise
- Steve Harris – Freddy
- Derek Basco – Taz
- Mitchell Edwards – Kels
- Chyna Layne – Elsa
- Melonie Diaz – Juani
- Levy Tran – Roenick